# قلمرو ساتسوما
قلمروی ساتسوما (به ژاپنی: 薩摩藩 Satsuma-Han) یکی از قدرتمندترین قلمروهای فئودالی در شوگون‌سالاری توکوگاوا در ژاپن بود. این قلمرو نقش بسیار مؤثری در اصلاحات میجی و دولت عصر میجی داشت. نظارت بر این ناحیه در طول دوره ادو برعهدهٔ دایمیویی از خاندان شیمازو بود. به‌طور کلی ۱۱ دایمیو بر این قلمرو حکمرانی کردند که آخرین آنان شیمازو تادایوشی نام داشت. این قلمرو زمانی رعیت پادشاهی ریوکیو بود. امروزه استان کاگوشیما و بخشی از استان میازاکی را تشکیل می‌دهد.

## بازگشت قدرت سیاسی به امپراتور
در روز نهم از ماه یکم ۱۸۶۷ تقویم قدیم (۱۳ فوریه ۱۸۶۷ میلادی یا تقویم جدید)، صد و بیست و دومین امپراتور ژاپن امپراتور میجی در سن ۱۴ سالگی به تخت سلطنت نشست.
در آن زمان، خاندان ارباب ساتسوما که می‌خواست رهبری امور سیاسی را به دست گیرد، از طریق رهبرانی مانند سایگو تاکاموری و اوکوبو توشیمیچی، در پی تشکیل ائتلافی از خاندان‌های قدرتمند (ائتلافی از خاندان‌هایی که به سوی یک ملت متحد جدید حرکت کنند) بود. به عنوان بخشی از این جنبش، شورای شیکو (یا شورای چهار ارباب) ماه مه سال ۱۸۶۷ تأسیس شد که شامل پانزدهمین شوگون از شوگون‌سالاری ادو، توکوگاوا یوشینوبو و چهار دایمیو پرقدرت (یوهان) بود:

شورای
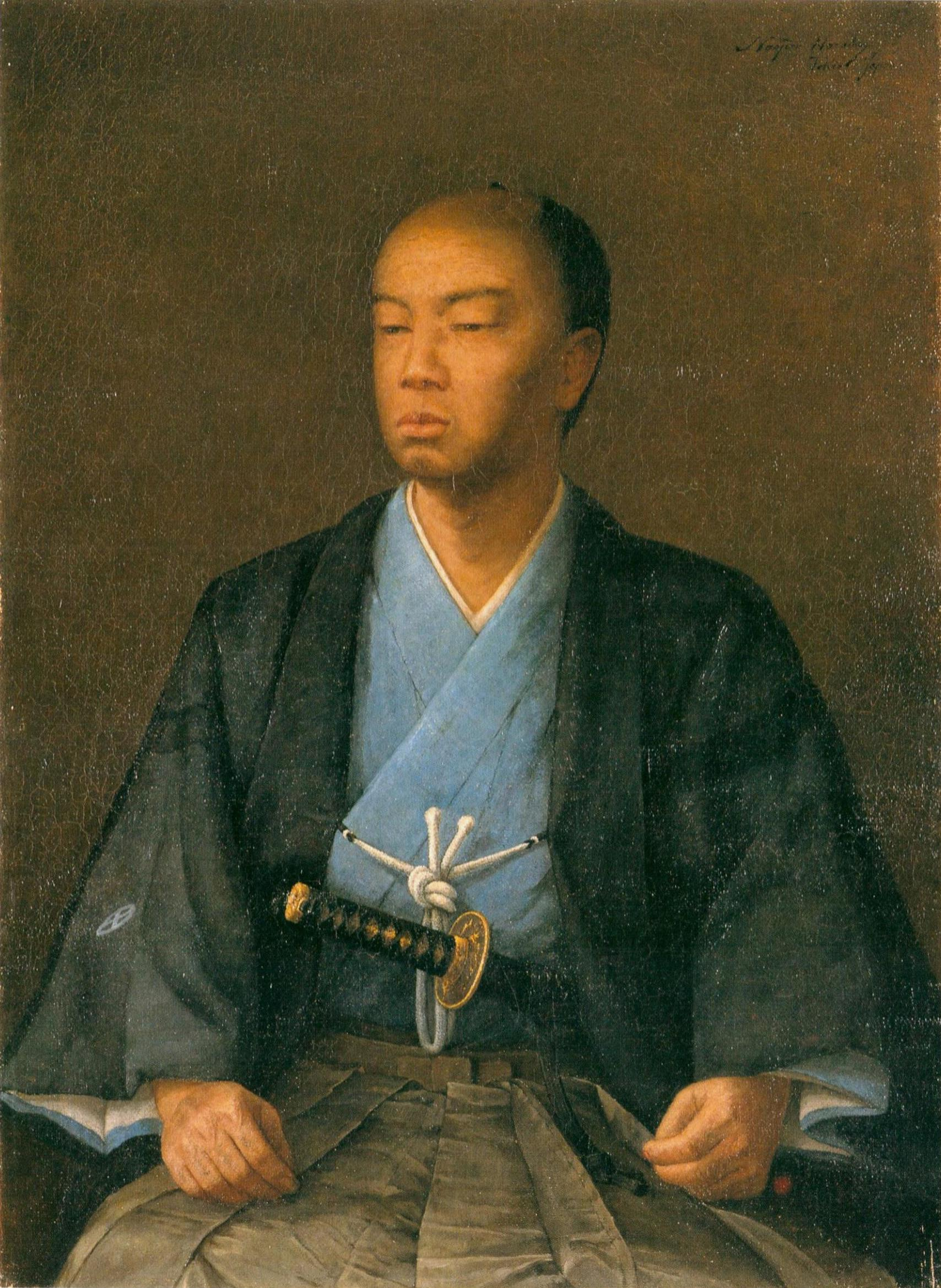
شیمازو هیسامیتسو ارباب سابق قلمرو ساتسوما
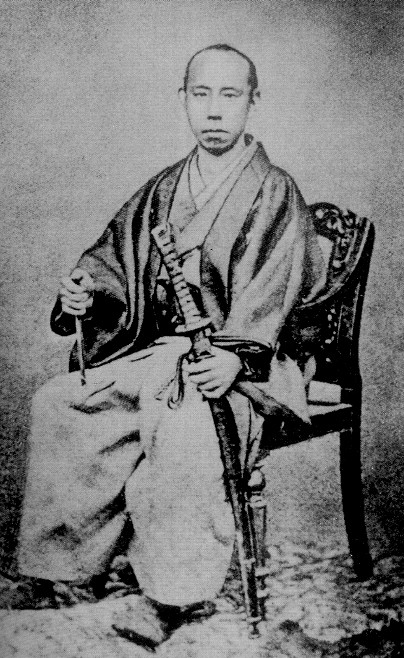
ماتسودایرا یوشیناگا از قلمرو فوکوئی
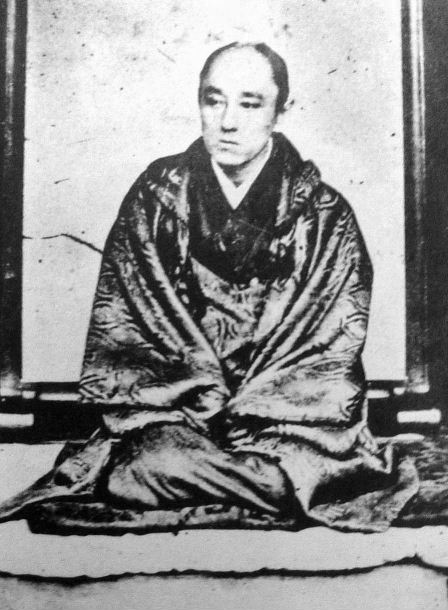
یامائوچی یودو از قلمرو توسا
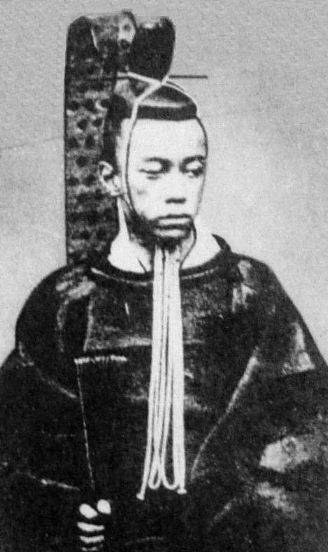
داته مونه‌ناری  از قلمرو اواجیما

با این حال، توکوگاوا یوشینوبو، که سیاستمداری ماهر بود، کنترل شورای چهار ارباب را به دست گرفت و این شورا را ناتوان ساخت. گفته می‌شود که توکوگاوا یوشینوبو بسیار فصیح بود و عمداً شورا را مختل کرد تا باعث فروپاشی سیستم شورا شود. خاندان‌های ساتسوما و چوشو که اتحادی مخفی تشکیل داده بودند، برای سرنگونی شوگون‌سالاری به توسل به زور تمایل پیدا کرده بودند. جناح ضد شوگون‌سالاری در قلمرو توسا نیز از این سرنگونی مسلحانه حمایت کرد. خاندان‌های ساتسوما و توسا اتحاد ساتسوما-توسا را منعقد کردند، اما این اتحاد با مخالفت میانه‌روهایی مانند یامائوچی یودو، ارباب خاندان توسا، مواجه شد و این اتحاد اندکی پس از آن منحل شد.
با این حال، جناح ضد شوگون‌سالاری آماده تسلیم شدن نبود و سایگو تاکاموری و اوکوبو توشیمیچی گام بعدی خود را برداشتند. آنها با ایواکورا تومومی، اشراف‌زاده‌ای از جناح ضد شوگون‌سالاری در دربار امپراتوری، توطئه کردند و ایواکورا تومومی با تأثیر گذاشتن بر دربار امپراتوری، فرمان مخفی امپراتوری برای سرنگونی شوگون‌سالاری را از امپراتور میجی دریافت کرد. در واکنش به این امر، جناح میانه‌رو نیز وارد عمل شد و گوتو شوجیرو و ساکاموتو ریوما از قلمرو توسا پیشنهاد دادند که شوگون‌سالاری ادو داوطلبانه قدرت را به امپراتور بازگرداند. طوماری حاوی این پیشنهاد توسط یامائوچی یودو، ارباب سابق خاندان توسا، به شوگون‌سالاری ادو ارائه شد.
توکوگاوا یوشینوبو این را پذیرفت، چهره‌های برجسته قلمروهای مختلف ساکن کیوتو را در قلعه نیجو (شهر کیوتو) گرد هم آورد و مقاله نظری خود را در مورد بازگرداندن قدرت به آنها ارائه داد. سپس، در روز چهاردهم از ماه دهم ۱۸۶۷ تقویم قدیم (۹ نوامبر ۱۸۶۷ میلادی در تقویم جدید)، توکوگاوا یوشینوبو، به عنوان پانزدهمین شوگون از شوگون‌سالاری ادو، پیشنهاد بازگرداندن قدرت به دربار امپراتوری را داد و دربار امپراتوری پذیرفت. به عبارت دیگر، شوگون‌سالاری توکوگاوا تصمیم گرفت که خود سلطنت را احیا کند.
در واقع، این سلسله جنبش‌ها، حرکت پیشگیرانهٔ خاندان توسا و توکوگاوا یوشینوبو بود که از طریق یک جاسوس اطلاعاتی مبنی بر وجود جنبشی برای صدور فرمان مخفی امپراتوری برای سرنگونی شوگون‌سالاری دریافت کرده بودند. توکوگاوا یوشینوبو معتقد بود که سلطنت احیا خواهد شد، اما دربار امپراتوری سیستم و توانایی لازم برای به دست گرفتن قدرت و ادارهٔ کشور را ندارد، بنابراین او قصد داشت یک دولت ائتلافی از دایمیوهای بزرگ را مستقیماً تحت نظر امپراتور سازماندهی کند، خود رئیس آن شود (شوهان: رئیس سازمان) و راهی برای تبدیل ژاپن به یک ملت قدرتمند پیدا کند.
اگرچه هدف در آن زمان یکسان بود - احیای حکومت امپراتوری - در دو مسیر در حال بررسی بود: یکی به رهبری خانواده توکوگاوا و دیگری با کنار گذاشتن خانواده توکوگاوا. در نهایت، احیای سلطنت با کنار گذاشتن خانواده توکوگاوا محقق شد، اما آنچه این توافق را قطعی کرد اعلامیه بزرگ احیای سلطنت بود. صدور این اعلامیه بزرگ احیای سلطنت، کودتایی بود که ژاپن را به شدت تغییر داد.
در روز نهم از ماه یازده ۱۸۶۷ (۳ ژانویه ۱۸۶۸)، اعلامیه احیای امپراتوری صادر شد. احیای حکومت امپراتوری، همان‌طور که از نامش پیداست، بازگشت حکومت بود که از سلطنت به حکومت نظامی (شوگون‌سالاری) تغییر یافته بود، و دوباره به سلطنت برگشت.

### کودتا توسط قلمرو ساتسوما،احیای حکومت امپراتوری
جناح ضد شوگون‌سالاری، که حول خاندان اربابی ساتسوما متمرکز شده بود، هرگز نمی‌توانست متمرکز شدن قدرت در دست خاندان توکوگاوا را بپذیرد. اگر شوگون سابق، که قدرت نظامی شوگون‌سالاری سابق را داشت، به بالاترین مقام دولت جدید می‌رسید، برتری عملی توکوگاوا تغییر نمی‌کرد و قدرت سیاسی کِیکی، که گفته می‌شد دومین ظهور توکوگاوا ایه‌یاسو نیز هست، حتی می‌توانست به حیات جناح ضد شوگون‌سالاری پایان دهد. خاندان ساتسوما بارها در شورای چهار ارباب و سایر رویدادها توسط کِیکی آسیب دیده بود و آنها می‌دانستند که او چقدر برای آنها خطرناک است. تنها راه برای تغییر این وضعیت، به دست گرفتن قدرت توسط امپراتور ۱۵ ساله امپراتور میجی و راه‌اندازی کودتا برای به دست گرفتن کنترل دربار امپراتوری بود. ساتسوما با خاندان اربابی چوشو و خاندان اربابی فوکوشیما به توافق رسید و خاندان اربابی توسا، خاندان اربابی اوواری و خاندان اربابی فوکویی را نیز درگیر کرد و تصمیم به انجام کودتا گرفت. روش مورد استفاده بسیار شبیه به کودتای ۱۸ اوت ۱۸۶۳ (بونکیو ۳) بود، زمانی که آنها با خاندان اربابی آیزو برای سرنگونی و از قدرت انداختن خاندان اربابی چوشو در کیوتو متحد شدند.
نکته عجیب این است که خاندان اوواری توکوگاوا، یکی از سه خاندان گوسانکه (سه خاندان برجسته توکوگاوا) و قلمرو فوکویی، یکی از خاندان گوکامون، در کودتا شرکت دارند و از دایمیوهای بیرونی تندروتر عمل کردند. در واقع، در زمان انجام کودتا، تصمیمی مبنی بر حذف خانواده اصلی توکوگاوا از دولت جدید گرفته نشده بود. اوواری، فوکوئی و توسا از هدف نهایی انجام کودتا آگاه بودند تا سیستم قدیمی شوگون‌سالاری و سیستم نایب‌السلطنه (سِشّو) را به‌طور کامل دگرگون کنند و دولتی جدید متشکل از افراد توانمند تأسیس کنند و نگرشی متفاوت از خاندان ارباب ساتسوما و ایواکورا تومومی و دیگران داشتند.
در روز ۱۴ ماه دهم قمری ۱۸۶۷ (کیو ۳)، پانزدهمین شوگون، توکوگاوا یوشینوبو، قدرت را به دربار امپراتوری بازگرداند. عموماً اعتقاد بر این است که قصد کِیکی از بازگرداندن قدرت به امپراتور، به دست گرفتن ابتکار عمل و بازگرداندن قدرت به امپراتور و در نتیجه تضمین رهبری در درون دولت جدید بود. برخی می‌گویند که او با بازگرداندن قدرت به امپراتور، سعی در متحد کردن قدرت شوگون و سِکان داشت. ایده این است که یوشینوبو فردی شایسته تلقی می‌شد و به راحتی قدرت را واگذار نمی‌کرد. در پاسخ به این موضوع، این نظریه مطرح است که این اقدام از سوی توکوگاوا یوشینوبو صورت گرفته زیرا او در مورد وقوع جنگ داخلی در ژاپن نگران بوده است.
خاندان توسا پیشنهاد بازگرداندن حکومت امپراتوری به شوگون‌سالاری را دادند. طبق خاطرات سامورایی سابق توسا، فوکوئوکا تاکاچیکا، تقریباً در آن زمان، کیوتو «پر» از سامورایی‌های خاندان ساتسوما بود. توشیمیچی اوکوبو از خاندان ساتسوما با اشراف‌زاده ایواکورا تومومی توطئه کرد تا «فرمان مخفی امپراتوری برای سرنگونی شوگون‌سالاری» را به دست آورد و شوگون‌سالاری را در یک اقدام ناگهانی سرنگون کند. «فرمان امپراتوری» دستوری از سوی امپراتور است، اما در آن زمان امپراتور میجی کودک بود، بنابراین چیزی بود که ایواکورا تومومی به تنهایی ایجاد کرده بود. فوکوئوکا از اوکوبو خواست که پنج روز قبل از آماده کردن ارتش صبر کند و برای مذاکره با ناگای نائویوکی، یک عضو شورا، رفت. به نظر می‌رسید که اوکوبو حتی از پنج روز تأخیر نیز بسیار ناراضی است.
وقتی فوکوئوکا تاکاچیکا احیای حکومت امپراتوری را به ناگای نائویوکی توصیه کرد، به نظر می‌رسید ناگای تمایلی به این کار ندارد. با این حال، طبیعتاً وقتی فوکوئوکا پرسید: «آیا سربازان شوگون‌سالاری قدرت سرکوب سربازان ساتسوما را دارند؟» ناگای لحظه‌ای فکر کرد و پاسخ داد: «آنها قدرت سرکوب ندارند» و موافقت کرد که احیای حکومت امپراتوری را به ناگای ارائه دهد. در سوم اکتبر، گوتو شوجیرو و فوکوئوکا تاکاچیکا از خاندان توسا دادخواستی را به مشاور ارشد، ایتاکورا کاتسوشیگه، ارائه دادند. ایتاکورا بدون هیچ حرفی آن را پذیرفت.
فوکوئوکا و دیگران تأکید کردند که «این یک دادخواست معمولی نیست»، اما ایتاکورا صرفاً گفت «ما درک می‌کنیم»، و چیز دیگری نگفت. در دهم همان ماه، یوشینوبو، ایتاکورا را نزد ماتسودایرا شونگاکو، که پیش از این به عنوان وزیر ارشد دولت خدمت می‌کرد، فرستاد تا نظر او را در مورد احیای حکومت امپراتوری جویا شود. یوشینوبو تا این لحظه مردد بود.
در دوازدهم همان ماه، کِیکی که بالاخره تصمیم خود را گرفته بود، خاندان توسا را مطلع کرد و مشاوران ارشد، اومه‌تسوکه و مه‌تسوکه را به قلعه نیجو فراخواند و آنها را از تصمیم خود برای بازگرداندن قدرت به امپراتور مطلع ساخت. روز بعد، او ملازمان ارشد قلمروهای مختلف در کیوتو را به قلعه نیجو فراخواند، جایی که نظر کتبی خود را در مورد احیای حکومت امپراتوری به آنها ارائه داد و مشورتی برگزار کرد. برای قلمرو ساتسوما، یوشینوبو به‌طور خاص کوماتسو کیوکادو (تولد  ۱۸۳۵ – مرگ ۱۸۷۰)، را منصوب کرد. در این زمان، دقیقاً ۵۰ تن از ملازمان ارشد از قلمروهای مختلف فئودالی در قلعه نیجو جمع شده بودند. 